# Leucotaenius favannii
Leucotaenius favanii es una especie de molusco gasterópodo de la familia Acavidae en el orden de los Stylommatophora.

## Distribución geográfica
Es  endémica de Madagascar.
- Datos: Q61704410
- Multimedia: Leucotaenius favannii / Q61704410
- Especies: Leucotaenius favannii